# X Factor Compilation 2009 - Anteprima
X Factor Compilation 2009 - Anteprima è una compilation, pubblicata il 27 febbraio 2009. Raccoglie i brani cantati dai concorrenti della seconda edizione di X Factor Italia.
Non si tratta di cut dalla durata di 1 minuto e 40 secondi come erano le performance live a X Factor, ma si tratta di esecuzioni complete. Nella compilation dovevano essere presenti tutti i 12 concorrenti nella formazione iniziale di X Factor 2, invece sono presenti 11 concorrenti più Andrea Gioacchini (detto Giops), new entry della terza puntata. Sono esclusi dalla compilation i Sinacria Simphony, gruppo di Mara Maionchi.
È stata pubblicata il 27 febbraio 2009 con l'etichetta RCA Records
La compilation è stata distribuita anche in allegato al settimanale TV Sorrisi e Canzoni.

## Tracce
1. Daniele Magro – Crazy – 3:01 (Gnarls Barkley)
2. Matteo Becucci – Lo avrei dovuto sapere – 3:38 (Jim Diamond)
3. AmbraMarie – Ti sento – 3:15 (Matia Bazar)
4. Sisters of Soul – A Woman's Worth – 4:02 (Alicia Keys)
5. Enrico Nordio – Take on Me – 2:33 (a-ha)
6. The Bastard Sons of Dioniso – Un ragazzo di strada – 1:54 (I Corvi)
7. Noemi – Albachiara – 3:04 (Vasco Rossi)
8. Farias – Bocca di Rosa – 3:22 (Fabrizio De André)
9. Serena Abrami – Anche un uomo – 4:31 (Mina)
10. Giacomo Salvietti – Bruci la città – 3:28 (Irene Grandi)
11. Elisa Rossi – What the World Needs Now Is Love – 3:20 (Jackie DeShannon)
12. Andrea Gioacchini – Amore caro, amore bello – 2:37 (Bruno Lauzi)

## Classifica italiana
| Classifica | Posizione più alta |
| ---------- | ------------------ |
| FIMI       | 3                  |

## Successo commerciale
La compilation debutta alla posizione n.3 della classifica italiana, occupa tale posizione anche la settimana seguente. Rimane in top 10 fino alla nona settimana. Occupa poi la top 15 per due settimane. La 13ª settimana fa l'ultima apparizione in classifica alla posizione 26.